# مطرقة لندن

المطرقة عام 1986

مطرقة لندن (بالإنجليزية: London Hammer)‏ هو الاسم الذي يطلق على مطرقة مصنوعة من الحديد والخشب والتي تم العثور عليها في لندن بولاية تكساس في عام 1936 ، المطرقة الآن معروضة في متحف الأدلة على موقع الخلق، والتي يباع فيها النسخ المتماثلة للزوار.